# Alfred Pingoud

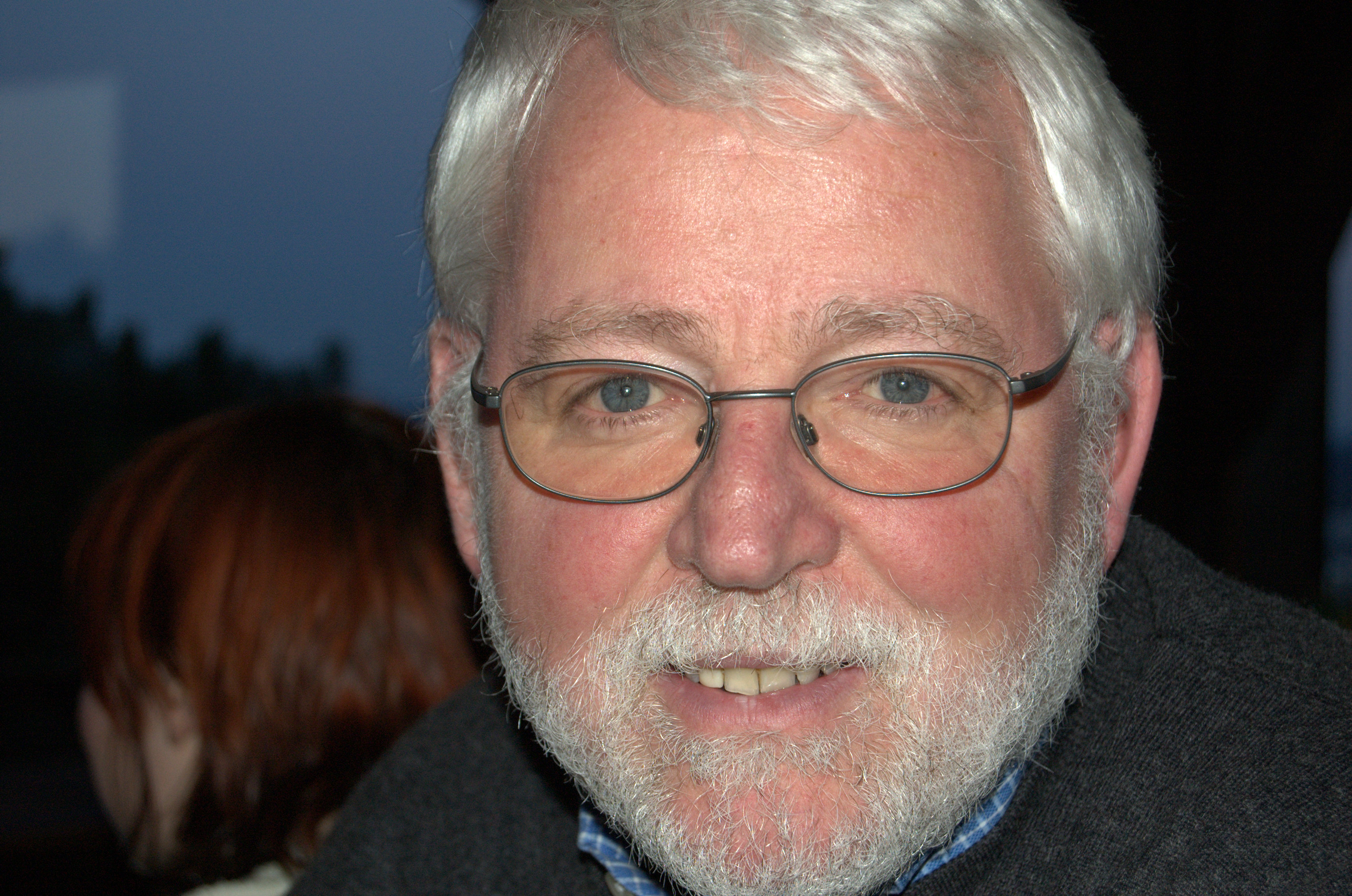
Alfred Pingoud

Alfred Marius Pingoud (* 31. August 1945 in Schwaan, Mecklenburg; † 30. Juli 2015 in Hannover, Niedersachsen) war ein deutscher Biochemiker.

## Leben
Alfred Pingoud wurde als Sohn des Geschäftsmannes Guido Pingoud (* 1891 in St. Petersburg) und der Lehrerin Sigrid, geb. Hansen (* 1915 in St. Petersburg) in Schwaan/Mecklenburg geboren. Der Petersburger Generalsuperintendent Guido Pingoud war sein Großvater; der Komponist Ernest Pingoud (1887–1942) war sein Onkel. 1948 lebte die Familie in Bad Kissingen, von 1951 bis 1955 besuchte er die Volksschule in Großenbrach/Bayern, ab 1955 besuchte er in Langen/Hessen das Gymnasium, wo er 1964 die allgemeine Hochschulreife erlangte.
Zum Sommersemester 1964 begann er das Studium der Biochemie in Tübingen. Nach den Vorprüfungen studierte er ein Jahr Physikalische Chemie am Amherst College in Amherst/Massachusetts, USA. Nach seiner Rückkehr fertigte er 1969 seine Diplomarbeit zum Thema „Untersuchungen der Aldehydoxidase“ bei Ernst Bayer an.
Anschließend arbeitete er zum Thema „Physikalisch-Chemische Untersuchungen der Wechselwirkung zwischen der Seryl-tRNA-Synthetase aus Hefe und ihren Substraten“ bei G. Maaß in der Abteilung „Biophysikalische Chemie“ der Gesellschaft für Molekularbiologische Forschung und wurde 1973 an der Naturwissenschaftlichen Fakultät der Technischen Universität Braunschweig zum „Dr. rer. nat.“ promoviert.
Alfred M. Pingoud folgte seinem Doktorvater nach Hannover und arbeitete von 1973 bis 1979 als wissenschaftlicher Assistent an der Medizinischen Hochschule Hannover, Lehrstuhl für Physiologische Chemie II (Abteilung Biophysikalische Chemie), wo er ab 1978 auch als Akademischer Rat tätig war. Dort arbeitete er an seiner Habilitationsschrift „Die Bildung des ternären Komplexes von Elongationsfaktor Tu, GTP und Aminoacyl-tRNA: Spezifität, Diversität und Inhibition“ und erhielt 1979 seine Venia Legendi für das Fach Biochemie.
In Hannover lehrte und arbeitete er als assoziierter Professor, bis er 1992 den Ruf an die Justus-Liebig-Universität Gießen annahm und dort das Institut für Biochemie (Fachbereich Biologie und Chemie) aufbaute, dessen Geschäftsführender Direktor er bis zu seiner Pensionierung am 31. März 2013 war.
Alfred M. Pingoud war verheiratet und hat zwei Söhne. Er starb am 30. Juli 2015 in Hannover.

## Wirken
Alfred M. Pingoud beschäftigte sich über 40 Jahre mit der Untersuchung von Struktur-Funktions-Beziehungen von Enzymen und ihren Substraten sowie mit Proteindesign und Protein-Engineering, mit ca. 300 Publikationen in internationalen wissenschaftlichen Zeitschriften. Die letzten 30 Jahre seiner Forschung hat er sich hauptsächlich mit Nukleasen aus Prokaryoten und Eukaryoten gewidmet, insbesondere den nicht-spezifischen als auch den sehr spezifischen Nukleasen. Er hat diverse Beiträge zur Enzymologie der Restriktionsendonukleasen, Homing-Endonukleasen, apoptotische Nukleasen und – in jüngster Zeit – auch der programmierbaren Nukleasen für die Modifikation eines Genoms geleistet.
Sein Schwerpunkt lag auf den mechanistischen Aspekten der Wirkung dieser Nukleasen, einschließlich Erkennungssequenz und Lokalisation, sowie der Katalyse, die durch steady-state und pre-steady-state Kinetiken untersucht wurden. Ebenso angewandt wurden Mutationsanalysen und in jüngerer Zeit auch chemische und photochemische Vernetzungen und Fluoreszenz-Resonanz-Energie-Transfer-Techniken. Ein Forschungsaspekt seiner Arbeit beschäftigte sich mit Proteindesign und Protein-Engineering, um diese Enzyme sinnvoll für das Gen-Targeting und die Gentherapie einsetzen zu können.

## Auszeichnungen
- 1965 Fulbright-Stipendium
- 1969 Pre-doctoral Mitgliedschaft der Max-Planck-Gesellschaft
- 1986 Gastprofessor an der „Università degli Studi di Camerino“ (Camerino, Italien)
- 1997 Gastprofessor am „Central Drug Research Institute“ (Lucknow, Indien) und am “Indian Institute of Science” (Bangalore, Indien), eingeladen durch den „Council of Scientific and Industrial Research“ (CSIR)
- 1997 Gastprofessor an der Saga Medical School (Japan), eingeladen durch die „Japan Society for the Promotion of Science“ (JSPS)
- 2005 Mitglied der „Faculty of 1000 Biology“
- 2006 Mitglied des „Excellence Cluster Cardio-Pulmonary System“ (Universität Gießen)

## Funktionen
- 1997 – 2007 Sprecher des DFG-geförderten Graduiertenkollegs „Biochemie von Nukleoproteinkomplexen“
- 2002 – 2004 Koordinator des DAAD-geförderten International Quality Network „Biochemistry of nucleic acids“
- 2005 – 2008 Koordinator des EU-geförderten Asia Link Programme „Human resources development in the study of nucleic acids“
- 2005 – 2009 Koordinator des EU-geförderten Marie Curie Research Training Network „A multidisciplinary approach to the study of DNA enzymes down to the single molecule level“

## Publikationen (Auswahl)

### Bücher
- Alfred Pingoud, Claus Urbanke: Arbeitsmethoden der Biochemie. Walter de Gruyter 1997, ISBN 3-11-014696-7.
- Alfred Pingoud, Claus Urbanke, Jim Hoggett, Albert Jeltsch: Biochemical methods: a concise guide for students and researchers. Band 1. Wiley-VCH 2002, ISBN 3-527-30299-9.
- Alfred Pingoud (Hrsg.): Restriction Endonucleases. Band 14 von Nucleic Acids and Molecular Biology. Springer 2004, ISBN 3-540-20502-0.

### Wissenschaftliche Artikel
- A. Jeltsch, J. Alves, H. Wolfes, G. Maass, A. Pingoud: Substrate-assisted catalysis in the cleavage of DNA by the EcoRI and EcoRV restriction enzymes. In: Proceedings of the National Academy of Sciences. Band 90, 1993, S. 8499–8503.
- F. Stahl, W. Wende, A. Jeltsch, A. Pingoud: Introduction of asymmetry in the naturally symmetric restriction endonuclease EcoRV to investigate intersubunit communication in the homodimeric protein. In: Proceedings of the National Academy of Sciences. Band 93, 1996, S. 6175–6180.
- W. Wende, W. Grindl, F. Christ, A. Pingoud, V. Pingoud: Binding, bending and cleavage of DNA substrates by the homing endonuclease PI-SceI. In: Nucleic Acids Research. Band 24, 1996, S. 4123–4132.
- C. Schulze, A. Jeltsch, I. Franke, C. Urbanke, A. Pingoud: Crosslinking the EcoRV restriction endonuclease across the DNA-binding site reveals transient intermediates and conformational changes of the enzyme during DNA binding and catalytic turnover. In: EMBO Journal. Band 17, 1998, S. 6757–6766.
- F. Christ, S. Schoettler, W. Wende, S. Steuer, A. Pingoud, V. Pingoud: The monomeric homing endonuclease PI-SceI has two catalytic centres for cleavage of the two strands of its DNA substrate. In: EMBO Journal. Band 18, 1999, S. 6908–6916.
- P. Friedhoff, I. Franke, G. Meiss, W. Wende, K. L. Krause, A. Pingoud: A similar active site for non-specific and specific endonucleases. In: Nature Structural Biology. Band 6, 1999, S. 112–113.
- G. Meiss, S. R. Scholz, C. Korn, O. Gimadutdinow, A. Pingoud: Identification of functionally relevant histidine residues in the apoptotic nuclease CAD. In: Nucleic Acids Research. Band 29, 2001, S. 3901–3909.
- P. Schafer, S. R. Scholz, O. Gimadutdinow, L. A. Cymerman, J. M. Bujnicki, A. Ruiz-Carrilo, A. Pingoud, G. Meiss: Structural and functional characterization of mitochondrial EndoG, a sugar non-specific nuclease which plays an important role during apoptosis. In: Journal of Molecular Biology. Band 338, 2004, S. 217–228.
- K. Eisenschmidt, T. Lanio, A. Simoncsits, A. Jeltsch, V. Pingoud, W. Wende, A. Pingoud: Developing a programmed restriction endonuclease for highly specific DNA cleavage. In: Nucleic Acids Research. Band 33, 2005, S. 7039–7047.
- A. Pingoud, W. Wende: A sliding restriction enzyme pauses. In: Structure. Band 15, 2007, S. 391–393.
- I. Bonnet, A. Biebricher, P. L. Porte, C. Loverdo, O. Benichou, R. Voituriez, C. Escude, W. Wende, A. Pingoud, P. Desbiolles: Sliding and jumping of single EcoRV restriction enzymes on non-cognate DNA. In: Nucleic Acids Research. Band 36, 2008, S, S. 4118–4127.
- V. Pingoud, W. Wende, P. Friedhoff, M. Reuter, J. Alves, A. Jeltsch, L. Mones, M. Fuxreiter, A. Pingoud: On the Divalent Metal Ion Dependence of DNA Cleavage by Restriction Endonucleases of the EcoRI Family. In: Journal of Molecular Biology. Band 393, 2009, S. 140–160.
- B. Schierling, A. J. Noel, W. Wende, L. T. Hien, E. Volkov, E. Kubareva, T. Oretskaya, M. Kokkinidis, A. Rompp, B. Spengler, A. Pingoud: Controlling the enzymatic activity of a restriction enzyme by light. In: Proceedings of the National Academy of Sciences. Band 107, 2010, S. 1361–1366.
- B. Schierling, N. Dannemann, L. Gabsalilow, W. Wende, T. Cathomen, A. Pingoud: A novel zinc-finger nuclease platform with a sequence-specific cleavage module. In: Nucleic Acids Research. Band 40, 2012, S. 2623–2638.
- L. Gabsalilow, B. Schierling, P. Friedhoff, A. Pingoud, W. Wende: Site- and strand-specific nicking of DNA by fusion proteins derived from MutH and I-SceI or TALE repeats. In: Nucleic Acids Research. Band 41, 2013. doi:10.1093/nar/gkt1080.